# Campeonato Mundial Feminino de Xadrez de 1937
O Campeonato Mundial Feminino de Xadrez de 1937 foi a sexta edição da competição organizada pela FIDE e realizada em Estocolmo entre os dias 31 de julho e 14 de agosto, em conjunto com a Olimpíada de xadrez de 1937.

## Tabela de resultados
|       | Jogador                   | Pontos |
| ----- | ------------------------- | ------ |
| 1     | TCH Vera Menchik          | 14     |
| 2     | ITA Clarice Benini        | 10     |
| 3-4   | LAT Milda Lauberte        | 9      |
| 3-4   | Nazi Sonja Graf           | 9      |
| 5     | USA Mary Bain             | 8½     |
| 6-7   | PAL Mona May Karff        | 8      |
| 6-7   | TCH Nelly Fišerova        | 8      |
| 8-9   | SWE Ingeborg Andersson    | 7½     |
| 8-9   | SCO Mary Gilchrist        | 7½     |
| 10-16 | POL Róża Herman           | 7      |
| 10-16 | NED Catharina Roodzant    | 7      |
| 10-16 | ENG E. St. John           | 7      |
| 10-16 | SWE Anna Andersson        | 7      |
| 10-16 | POL Regina Gerlecka       | 7      |
| 10-16 | HUN Clara Faragó          | 7      |
| 10-16 | ENG Edith Holloway        | 7      |
| 17-20 | POL Barbara Fleröw-Bułhak | 6½     |
| 17-20 | AUT Gisela Harum          | 6½     |
| 17-20 | AUT Salome Reischer       | 6½     |
| 17-20 | TCH Olga Menchik          | 6½     |
| 21-22 | SCO F. Thomson            | 6      |
| 21-22 | DEN Ingrid Larsen         | 6      |
| 23    | SWE Katarina Beskow       | 5½     |
| 24    | IRE A.M.S. O'Shannon      | 5      |
| 25    | NOR Ruth Bloch Nakkerud   | 2      |
| 26    | NOR Elisabeth Mellbye     | 1      |